# Binagadi-natuurmonument

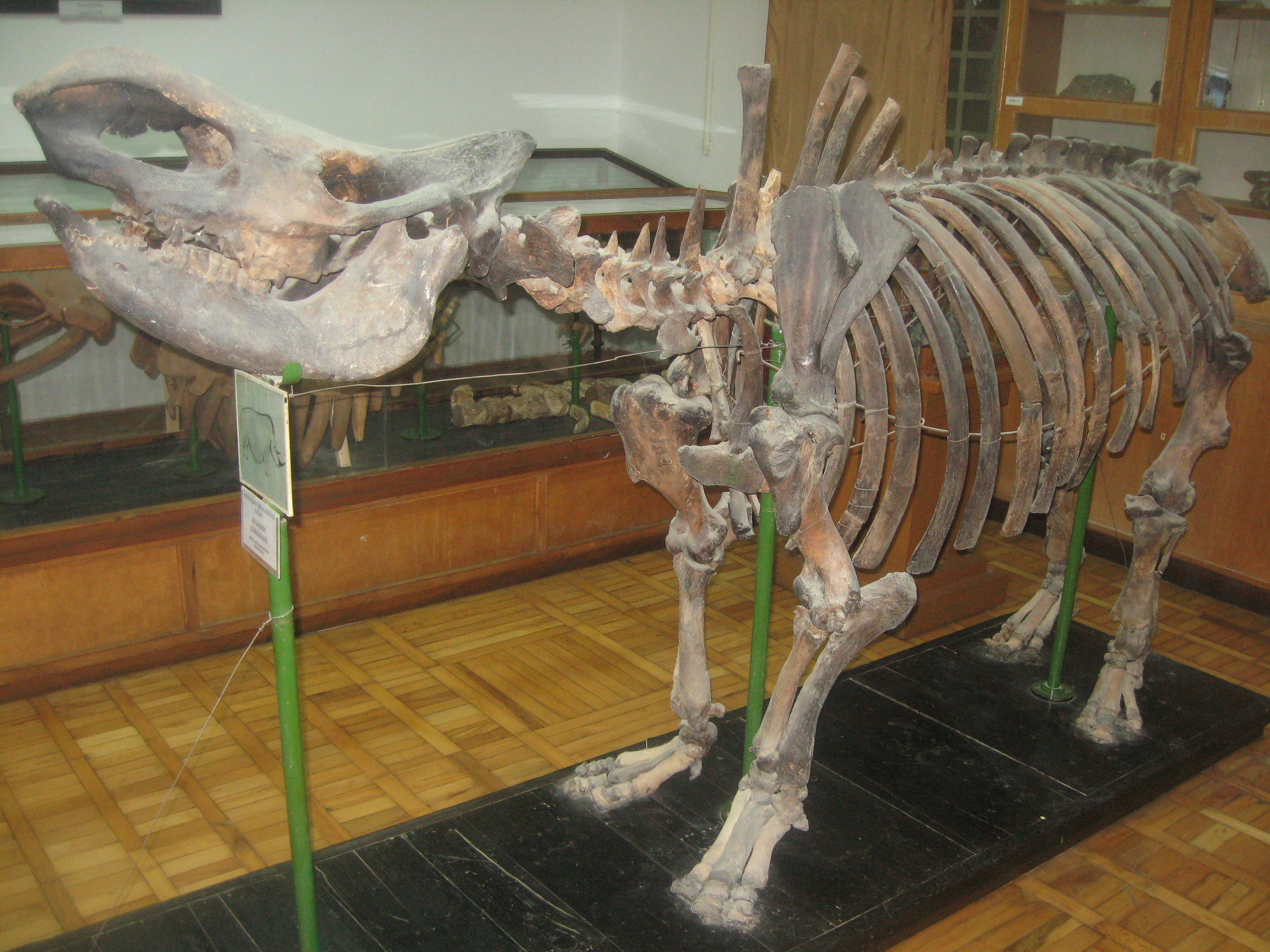
Skelet van Rhinoceros binagadiensis, gevonden in Binagadi. (Natuur-Historisch Museum, Baku)

Het Binagadi-natuurmonument is een paleontologisch natuurmonument in Azerbeidzjan. Het bevindt zich in het district Binagady bij Baku, de hoofdstad van Azerbeidzjan, op het schiereiland Apsjeron. Het gebied ligt 54 tot 57 m boven de huidige zeespiegel en 48 m boven het niveau van het meer Boyukshor.
Dit monument van fossiele flora en fauna wordt sinds 1982 door de overheid beschermd. Het geeft een goed beeld van het milieu en de fauna en flora van het Pleistoceen. De rijke vegetatie en de diversiteit van aan water gebonden insecten laat zien dat hier ooit een zoetwaterbron was. 
De fossielen werden ontdekt in 1938 door de geologiestudent Mastan Zade toen hij in bitumenlagen onderzoek deed. De hoeveelheid overblijfselen en het aantal soorten dat hier gevonden kan worden is zeer groot. Zo zijn er ongeveer 50.000 botten ontdekt, afkomstig van 40 zoogdiersoorten, 120 vogelsoorten, 2 soorten reptielen en een amfibieënsoort. Daarnaast zijn overblijfselen gevonden van 107 soorten insecten en 22 plantensoorten. Het gebied is rijker en ouder dan het vergelijkbare reservaat in de VS, de bekende Californische La Brea-teerputten. Het gebied is in 1998 genomineerd als werelderfgoed.
Een oude moddervulkaan (Kichik-Dag) ligt ten noorden van de fossielenvindplaats. Naar het noorden ligt het meer Masazyr (Mirdalyabi), naar het noordoosten het meer Binagady en naar het zuidoosten het meer Boyukshor.
De fossielen kunnen worden bezichtigd in het Natuurhistorisch Museum.